# Lubomír Nácovský
Lubomír Nácovský (n. 26 mai 1935, Kralupy nad Vltavou⁠(d), Boemia Centrală, Cehia – d. 10 martie 1982, Boemia Centrală, Cehia) a fost un trăgător de tir ce a reprezentat Cehoslovacia, medaliat olimpic. A participat la 2 ediții ale Jocurilor Olimpice (1964, 1968) în care a câștigat o medalie de bronz.